# Пневмокониоза
Пневмокониоза е сборно понятие за реакция на белодробната тъкан спрямо инхалиран прах. Тъканната реакция може да бъде преходна, доброкачествена или да доведе до образуване на грануломи с трайна ретикуларна формация или колагенна фиброза.

## Видове пневмокониоза
В зависимост от инхалационния прах, се разграничават следните видове пневмокониоза:
- силикоза[3] (най-старата професионална болест, установена в мумии на строители на пирамидите), причинена от свободен кристален силициев двуокис;
- антракосиликоза (от въглищен прах[4] със съдържание на кварц под 10%);
- карбокониоза (въздействие на чист въглерод – графит, саджи, кокс);
- каолиноза (след пръдолжително вдишвание на голямо количество чист каолин, или прахов аерозол с кварцов примес);
- пневмокониоза от слюда (от мусковит или флогопит);
- пневмокониоза от цимент;
- нефелинова пневмокониоза (от вдишвание на аерозол на алуминиев силикат нефелин);
- апатитоза (от фосфорен анхидрид с примес на калций, желязо и флуор);
- сидероза (прах на желязо, вдишано в чист вид, или в различни смеси с други минерали, пари и газове);
- пневмокониоза от алуминий (финодисперсен алуминиев прах, боксит и криолит, алуминиеви абразиви);
- берилиоза (прах на берилия; берилиевият флуорид, хлорид, нитрит и сулфат, и други съединения);
- баритоза (при добива на чист барит или смилането на бил пигмент – литопон, и други);
- Пневмокониоза от азбест (азбестоза);
- станоза (развива при инхалиране на парите на калая);

и от вдишване на аерозол на други не са токсични и неразтворими видове прах. Рискът от развитие на болестта зависи от общото (сумарното) количество прах, попадащо в дихателната система.

### Застрашени групи
Всички дейности, свързани с наличие на аерозол на прах, представляват опасност за здравето на работниците: каменоделците, миньорите, колоездачите, и други работници, експонирани на прах.

## Признаци на заболяването
Оплаквания могат да липсват или да са неспецифична – кашлица, експекторация с черно (цветът зависи от цвета на прах) оцветяване. Задух не се наблюдава, освен при съпътствуваща обструкция на дихателните пътища.
Подробни проучвания на вентилаторната функция показват незначително понижаване на виталния капацитет с нарастване на категорията на пневмокониозата и нарушено разпределение на газовете в емфизематозните участъци. Тези отклонения сами по себе си не са в състояние да доведат до оплаквания (ако не се прибави друго белодробно заболяване, като туберкулоза, хроничен бронхит).
Болестта се развива незабелязано. Първо се отбелязват болки в гърдите, суха кашлица.
Основно значение за диагнозата има рентгеновото изследване, и изяснена експозиция на прах.

## Лечението
Лечението е симптоматично (тъй като самото заболяване е неизлечимо и необратимо). То се състои в борба с бронхиалната обструкция, хипоксемията, кашлицата, задръжката на секрет с вторична белодробна инфекция и десностранното сърдечно обременяване.
Пневмокониоза е нелечимо и необратимо. Но състоянието на пациента може да се подобри, така че той в някои случаи да може да работи, ще живее по-дълго, и животът му ще бъде по-пълноценен.
За лечение на пневмокониоза или силикоза може да се използва бронходилататори (лекарства, които помагат разширяват дихателните пътища), или допълнителен кислород. След като е установено, че появата на болестта, е важно за защита на белите дробове срещу инфекциозни заболявания на дихателната система.
При лечението на пациентите трябва да се съсредоточи върху мерките за намаляване на депозитите прах в белите дробове; и подобряване на неговото отстраняване от тях; и които забавят развитието на фиброзни процес в белите дробове. В същото време да извършва дейности, които увеличават (общо) на съпротивлението на пациент, увеличаване на белодробната вентилация и циркулация. Използват се:
- Вдишване на аерозолен разтвор (алкална и сол-алкална). Това активира покривните тъкани (лигавицата на дихателните пътища), изтънява слуз разположен върху тях; и по този начин – допринася за отстраняване (частично) прах. Използване на 2% разтвор на натриев бикарбонат – една сесия на ден продължителност на 5 – 7 минути при оптимална температура на аерозол 38 – 40 °С; курс – 15 – 20 сесии. Като аерозол могат да се използват алкални и калциеви минерални води.
- Ако пациентът не е определена туберкулоза, а след това за забавяне на фиброзния процес се използват физиотерапевтични методи: гръдни облъчване с ултравиолетови лъчи; и висока честота на електрическо поле. Смята се, че ултравиолетовите лъчи повишават съпротивителните сили на организма; и електрическо поле (висока честота) подобрява лимфен и кръвен поток (в белодробната циркулация).

## Профилактиката
Основа на техническата профилактика е праховият контрол. Средносменните концентрации от дихателната зона на работника трябва да бъде по-ниска от гранична стойность ГС (пределно допустима концентрация ПДК, Permissible Exposure Limit PEL). За тази цел могат да се използват: безотпадъчни технологии, променящите се технологии, автоматизация на производството, изолация източници на прах (херметизация и капсуловка), пневмотранспорт, добра промишлена вентилация, оросяване на отбитата маса (вътре в мината), мониторинг на концентрацията на прах в зоната на дишане, и много други.
Медицинската профилактика обхваща предварителни и периодични прегледи, курортно лечение на застрашените и заболелите в специальизирани санаториуми, диспансерно наблюдение.
Използването на респираторов обикновено не осигурява профилактика на заболявания; но малко по малко намалява риска от заболявания, и забавя появата и развитието. Ето защо работодателят е длъжен да осигури на служителите средства за защита от прах; и тези респиратор трябва да отговарят на условията на работното място, и те трябва да отговарят на всеки служител.
Лицата с клинична диагноза пневмокониоза трябва да преминат прахова работа (за трудова експертиза). Работниците със запазена функции са в състояние да извършат работа без контакт с прах и дразнещи газове. Ако трудоустройството им не свързано с деквалификация, определя се трета група инвалидност за компенсиране на разликата в заплата.